# El final: Naruto, la pel·lícula
El final: Naruto, la pel·lícula (THE LAST -NARUTO THE MOVIE-) és una pel·lícula d'anime japonesa d'acció romàntica del 2014 produïda per Studio Pierrot i dirigida per Tsuneo Kobayashi. És la desena pel·lícula basada en el manga i l'anime Naruto de Masashi Kishimoto, i la primera a ser cànon. És protagonitzada per Junko Takeuchi, Nana Mizuki, Chie Nakamura, Showtaro Morikubo, Satoshi Hino, Kazuhiko Inoue i Noriaki Sugiyama. El tema principal de la pel·lícula és "Hoshi no Utsuwa" de Sukima Switch. La pel·lícula es va estrenar el 6 de desembre de 2014.
Es va estrenar a la plataforma AnimeBox el 7 de juliol de 2023 amb doblatge i subtítols en català.

## Argument
Ambientada abans del final de Naruto, la pel·lícula se centra en l'equip ninja de Naruto Uzumaki mentre parteixen en una missió per evitar que la lluna caigui i rescatar la Hanabi Hyuga, la germana de la Hinata Hyuga, d'en Toneri Otsutsuki, un home que vol casar-se amb la Hinata i castigar la humanitat per haver convertit el txakra en una arma.

## Producció
Kishimoto va crear nous dissenys per als personatges, ja que ara són adults joves en lloc d'adolescents, tal com es mostra a Naruto: Shippuden. Kishimoto i els guionistes es van centrar en la relació romàntica entre els personatges principals; tot i que Kishimoto es va sentir incòmode en representar escenes romàntiques, va assegurar estar satisfet amb el producte final.

## Recepció
The Last havia estat la pel·lícula més taquillera de la franquícia abans de ser superada per la seva seqüela, Boruto: Naruto, la pel·lícula (2015). La pel·lícula també va ser un èxit de crítica, amb una sèrie de ressenyes que van lloar la seva història, pel seu enfocament en la relació de Naruto i Hinata, l'animació i les seqüències d'acció magníficament animades. Tanmateix, es va criticar la seva manca d'un antagonista atractiu. L'estrena de la pel·lícula japonesa als mitjans domèstics va ser un dels més venuts de l'any.